# Yang Zhu
 (novembre 2016).
Yang Zhu (楊朱/杨朱, Yáng Zhū, Yang Chu) est un philosophe chinois de la période des royaumes combattants, qui a probablement vécu dans les années 300 av. J.C. 

## Doctrine
Ce que nous savons de lui vient de ce que ces ennemis ont dit de lui et notamment Mencius. Le texte que nous avons de lui est conservé dans un recueil de textes philosophiques Lie Zi.
Sa philosophie repose sur quatre vérités qu'il pensait évidentes:
- La vie est une souffrance à laquelle il n'y a pas de remède
- Il n'y a pas de Dieu, pas d'au-delà, et rien d'autre que le monde physique
- Les méchants et les justes vivent et meurent également sans punition ni récompense
- La poursuite du plaisir est la seule réponse appropriée à la vie et son objectif le plus élevé[3]

D'après lui, les hommes sont les jouets impuissants des forces naturelles aveugles qui les ont faits. Le sage doit accepter son destin sans se plaindre, mais sans se laisser tromper non plus par les inepties de Confucius et de Mo Ti sur la vertu innée, sur l'amour universel et sur la bonne renommée.
Le bonheur des moyens simples, dans la vie et la mort, est la base de la philosophie de Yang Chu. Vous ne pouvez pas éviter la vie, et la poursuite de la sagesse permet de ne pas fermer la porte finale. Toute sagesse, comme tout bonheur, est relative. Dans la vie, vous devez atteindre votre propre bonheur. Ni la sagesse, ni la vertu, ni le mal, ni le gain au détriment des autres peuvent vous aider. Seul et sans aide, vous devez poursuivre le chemin de votre propre bonheur, un bonheur qui peut être rarement communiqué et encore plus rarement partagé. La solution finale du bonheur doit venir de vous. Qu’elle vous suffise.